# Poiana (gmina Brusturi)
Poiana – wieś w Rumunii, w okręgu Neamț, w gminie Brusturi. W 2011 roku liczyła 808 mieszkańców.